# Alessandro Tiarini
Alessandro Tiarini (Bologna, 20 marzo 1577 – Bologna, 8 febbraio 1668) è stato un pittore italiano.

## Biografia

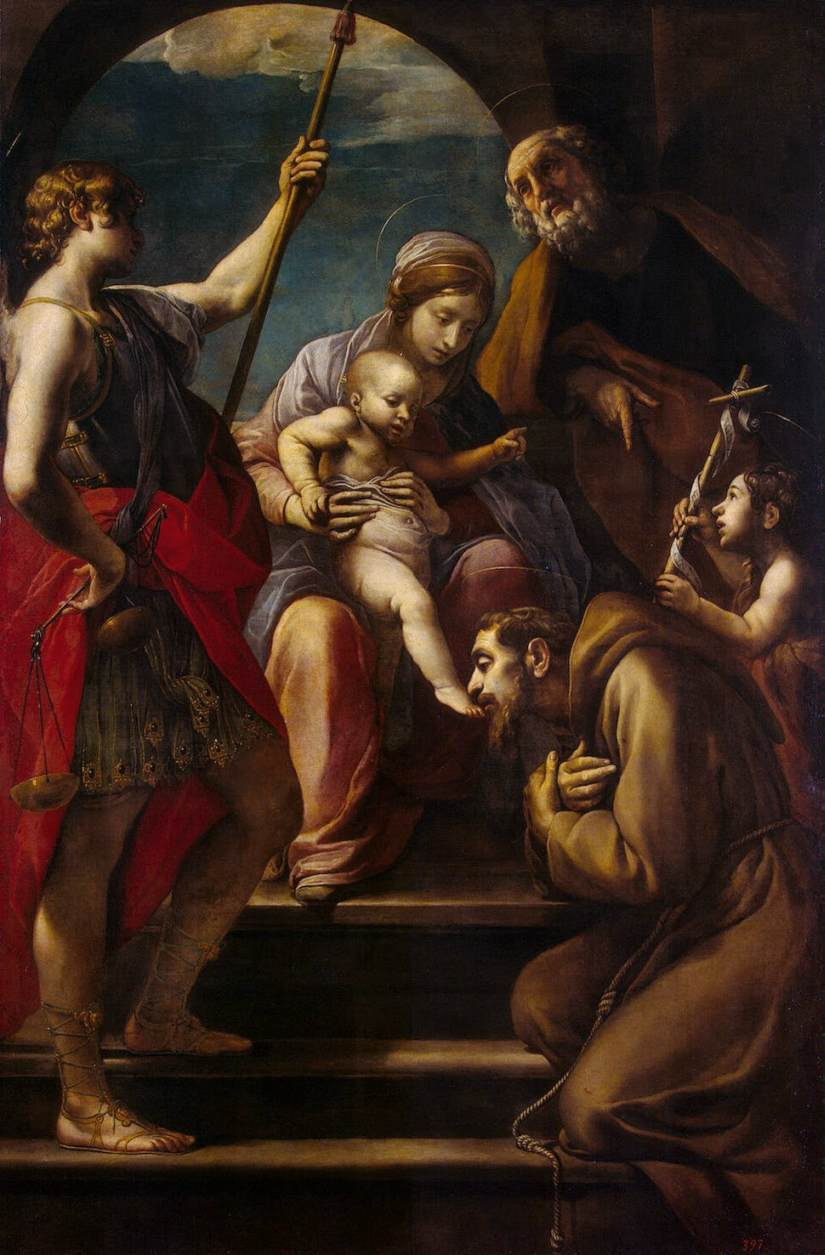
Sacra Famiglia, Ermitage, San Pietroburgo.

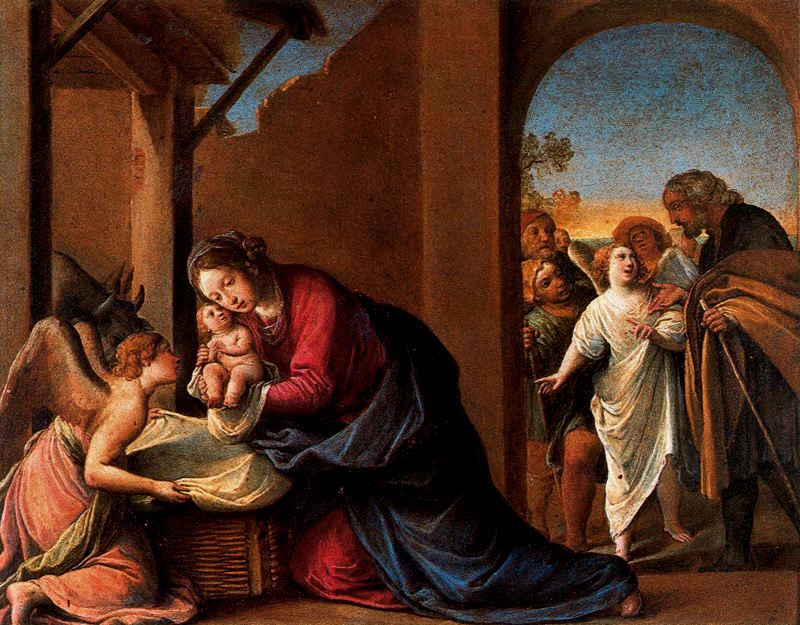
Natività, Uffizi, Firenze.

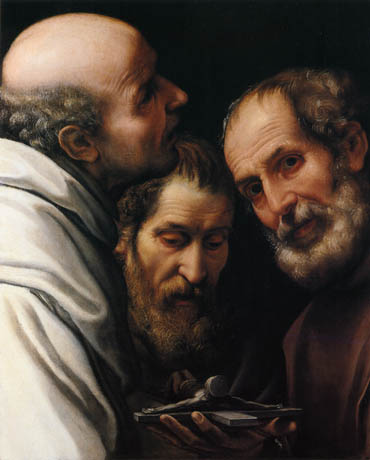
Tre monaci in contemplazione del crocifisso, Genova, Galleria di Palazzo Rosso.

L'inventario post mortem dei suoi beni registra la sua morte a 94 anni. Il suo anno di nascita sarebbe dunque il 1574, mentre la data del 1577 farebbe riferimento al battesimo.
La sua formazione si svolse presso Prospero Fontana, influenzato successivamente dall'opera di Bartolomeo Cesi, nel 1599 fu a Firenze, dove realizzò gli affreschi con Storie di san Marco, per l'omonimo convento, con colori freddi e chiari.
Tornato a Bologna si avvicinò alla scuola dei Carracci, accogliendone le nuove istanze naturalistiche, avvicinandosi specialmente all'opera di Ludovico Carracci.
Su sollecitazione di Ludovico Carracci per la Basilica di San Petronio eseguì il Martirio di santa Barbara.
Nel 1611 realizzò l'Assunta per Budrio.
Tra il 1613 e il 1614 dipinse per la chiesa di San Giovanni Battista a Crevalcore Cristo pone sul capo di Santa Caterina da Siena la corona di Spine (olio su tela, cm 245 x 149).
Del 1614 sono gli affreschi nella chiesa di San Michele in Bosco.
Tra il 1614 e il 1618 realizzò per la chiesa di San Domenico il quadro con San Domenico che risuscita un bambino, con numerose figure di enormi dimensioni, di impostazione e illuminazione drammatica.
Durante gli anni seguenti intensificò questa tendenza inserendo le sue figure in composizioni scure e di impressionante gravità, come nella Deposizione di Cristo nel sepolcro, opera realizzata per la chiesa di Sant'Antonio del Collegio Montalto e ora alla Pinacoteca Nazionale di Bologna e nel San Martino che fa risuscitare il figlio della vedova nella chiesa di Santo Stefano.
A contatto con gli ambienti pittorici di Parma, Venezia e Ferrara e soprattutto con la rilettura dell'opera del Correggio, schiarisce la tavolozza mentre le figure acquistano monumentalità e maggiore naturalezza; ne sono esempi le Nozze mistiche di santa Caterina della Galleria Estense di Modena, gli affreschi in Palazzo del Giardino e in Sant'Alessandro a Parma e Rinaldo e Armida del Musée des beaux-arts di Lilla.
Successivamente fu attivo a Reggio Emilia, eseguendo affreschi nella Basilica della Ghiara dei Servi di Maria, oltre a quadri per diverse chiese. È degna di nota la pala con La Santissima Trinità supplicata dalla Vergine, inizialmente posta nell'oratorio della Trinità, poi, in seguito alla distruzione dell'Oratorio, collocata nella chiesa di San Pietro. La pala è caratterizzata da un'originale idea compositiva: accanto al Padre (riccamente vestito) in colloquio col Figlio (seminudo, coi segni della Passione), sui quali aleggia la colomba dello Spirito, vi è la figura della Vergine Maria, lievemente sfiorata dalla mano del Figlio, a significare forse il riconoscimento della maternità. L'opera è del 1633. Tiarini in questo periodo lavorò anche per chiese di Modena e di Pavia (e in particolare per la chiesa di santa Maria di Canepanova)
Secondo Carlo Cesare Malvasia, si ritirò cedendo i propri pennelli ad Andrea Sirani, non riuscendo a tenere il passo di Guido Reni, allora tornato a Bologna da Roma.
Ebbe come allievo Luca Barbieri.